# Pycnocephalus
Pycnocephalus is een geslacht van kevers van de familie (Cybocephalidae).

## Soorten
- P. argentinus Brethes, 1922
- P. deyrollei (Reitter, 1875)
- P. metallicus Sharp, 1891